# RB3D
RB3D  ou Robotiques 3 Dimensions est un concepteur et fabricant français d'outils bio-mécatroniques (cobots et d’exosquelettes) basée à Auxerre.

## Historique
Création en 2001 dans la cave de la maison du fondateur Serge Grygorowicz ; le nom de la société RB3D se veut un clin d'œil au robot qui accompagne Luke Skywalker R2D2 .
En 2013, la société lève 2 millions d'euros auprès de fonds de capital risque.

## Exosquelette

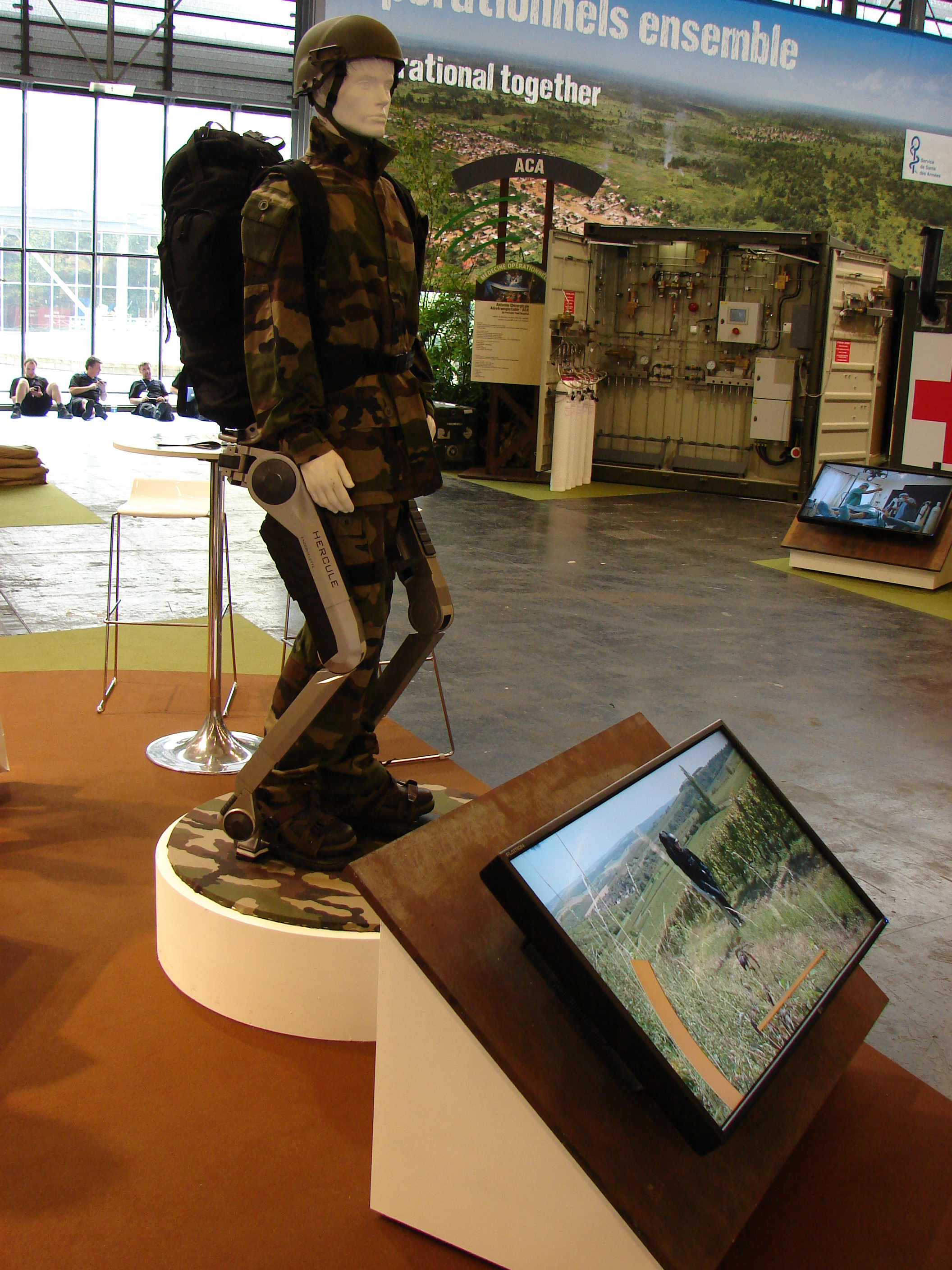
Hercule à Eurosatory 2012.

En 2008, la direction générale de l'Armement français a financé via le dispositif Rapid la PME RB3D pour créer un exosquelette militaire permettant aux troupes à pied de porter des charges lourdes pendant de longue durée. Elle développera ce projet avec le CEA List et l'ESME Sudria. 
Le programme Hercule a  vu le jour et a été présenté à l’occasion du salon Milipol Paris, en 2011 ; il bénéficie d'un genou articulé.
Le prototype Héraclès permettra d'augmenter la capacité de portage du soldat (100 kg au total et 40 kg sur le bras)
En 2015, la société  réalise avec Colas Suisse un prototype d'exosquelettes pour lisser le bitume.

## Cobots
Il s'agit de la déclinaison civile des applications bio-mécatroniques développées en collaboration avec les militaires français.   
Dans son effort de réduction des TMS, l'entreprise développe également une gamme de cobots pour la manutention industrielle avec l'aide du CEA et du CETIM. L'objectif est de soulager les ouvriers en effectuant en collaboration avec eux des tâches pénibles et, ou répétitives.